# Ácaro del queso
Los ácaros del queso son arácnidos diminutos que pueden dañar gravemente al queso durante su cura y durante su almacenamiento.
Entre sus especies más comunes se encuentran Acarus siro y Tyrophagus castellanii.

## Vida
Estos ácaros alcanzan la edad adulta en unos 35 días, y su esperanza de vida media se sitúa en unos 55 días en el macho y unos 80 en la hembra. 
Una hembra de ácaro del queso puede poner hasta 800 huevos durante su vida, a una media de entre 20 a 30 por día.
El ciclo completo de huevo a ácaro adulto dura 10 días a temperatura ambiente. 
Las larvas de estos ácaros al nacer sólo tienen seis patas; sin embargo, cuando se convierten en ninfas, desarrollan ocho patas como los ácaros adultos.Comen queso y su reproducción es sexual.

## Infecciones
Estos arácnidos se mueven rápidamente, pudiendo llegar a contaminar los alimentos y causar irritación cutánea e intestinal. Prefieren el queso curado al fresco, y suelen buscar entornos cálidos y húmedos donde habitar.
Se les combate con medidas sanitarias, temperaturas próximas a la congelación y baja humedad, también quedan destruidos por la inmersión de los quesos en diversos baños de aceite o productos químicos.